# Motocyklowe Grand Prix Aragonii
Motocyklowe Grand Prix Aragonii – eliminacja Motocyklowych Mistrzostw Świata rozgrywana od 2010 roku na torze Ciudad del Motor de Aragón w Alcañiz. Obecnie jest jednym z czterech eliminacji rozgrywanych na terenie Hiszpanii obok wyścigów w Jerez de la Frontera, Barcelonie i Walencji.

## Lista zwycięzców
| Sezon | Data                 | Moto3           | Moto2             | MotoGP            |
| ----- | -------------------- | --------------- | ----------------- | ----------------- |
| 2021  | 12 września 2021     | Dennis Foggia   | Raúl Fernández    | Francesco Bagnaia |
| 2020  | 18 października 2020 | Jaume Masiá     | Sam Lowes         | Álex Rins         |
| 2019  | 22 września 2019     | Arón Canet      | Brad Binder       | Marc Márquez      |
| 2018  | 23 września 2018     | Jorge Martín    | Brad Binder       | Marc Márquez      |
| 2017  | 24 września 2017     | Joan Mir        | Franco Morbidelli | Marc Márquez      |
| 2016  | 25 września 2016     | Jorge Navarro   | Sam Lowes         | Marc Márquez      |
| 2015  | 27 września 2015     | Miguel Oliveira | Esteve Rabat      | Jorge Lorenzo     |
| 2014  | 28 września 2014     | Álex Rins       | Maverick Viñales  | Jorge Lorenzo     |
| 2013  | 29 września 2013     | Álex Rins       | Nicolás Terol     | Marc Márquez      |
| 2012  | 30 września 2013     | Luis Salom      | Pol Espargaró     | Dani Pedrosa      |

| Sezon | Data             | 125 cm³       | Moto2          | MotoGP       |
| ----- | ---------------- | ------------- | -------------- | ------------ |
| 2011  | 28 września 2011 | Nicolás Terol | Marc Márquez   | Casey Stoner |
| 2010  | 29 września 2010 | Pol Espargaró | Andrea Iannone | Casey Stoner |

Liczba zwycięstw (kierowcy):
- 2 - Casey Stoner, Pol Espargaró, Marc Márquez, Nicolás Terol, Jorge Lorenzo
- 1 - Álex Rins, Luis Salom, Dani Pedrosa, Andrea Iannone, Miguel Oliveira, Esteve Rabat, Maverick Viñales